# 제수알도
제수알도(이탈리아어: Gesualdo)는 이탈리아 캄파니아주 아벨리노도의 코무네다. 카를로 제수알도의 명성에 따라 "음악인의 왕자의 도시"라고도 불린다.